# Jacques Chirac
Jacques René Chirac (uitspraakⓘ; Parijs, 29 november 1932 – aldaar, 26 september 2019) was een Frans politicus van de UDR, RPR en UMP en de 22e president van Frankrijk van 1995 tot 2007. Eerder was hij premier van Frankrijk van 1974 tot 1976 en opnieuw van 1986 tot 1988 en burgemeester van Parijs van 1977 tot 1995.

## Vroege carrière
Chirac komt uit een Frans middenklassengezin dat zijn wortels heeft in het departement Corrèze. Hij was katholiek. Chirac studeerde aan het Institut d'Études Politiques (Sciences Po) en l'École nationale d'administration (ENA) in Parijs. Hij werd een overtuigd gaullist en in december 1962 medewerker van toenmalig premier (later president) Georges Pompidou.
Van 1967 tot 1968 was Chirac staatssecretaris van Werkgelegenheid en van 1968 tot 1971 van Economische Zaken en Financiën. Hij werd in 1971 als minister toegevoegd aan de regering van toenmalig premier Jacques Chaban-Delmas. Van 1972 tot 1973 was hij minister van Landbouw en Binnenlandse Zaken.

## Premier
Van 1974 tot 1976 was Chirac voor de eerste keer premier. Tijdens zijn premierschap sloot hij economische en militaire verdragen met Irak. Hij prees president Saddam Hoessein in het openbaar en verkocht hem onder meer militaire apparatuur, waaronder 60 Mirage F1-gevechtsvliegtuigen en de nucleaire installatie Osirak. In 1976 werd Chirac als premier opgevolgd door de liberale econoom Raymond Barre, een partijgenoot van president Valéry Giscard d'Estaing. Vervolgens richtte hij de neogaullistische Rassemblement pour la République (RPR) op. Van 1976 tot 1994 was hij hiervan de voorzitter.
Als premier had Chirac besloten dat Parijs weer een eigen gemeentebestuur zou krijgen. Sinds de opstand van 1871 had de hoofdstad onder direct bestuur van de regering gestaan. Chirac zelf werd in 1977 burgemeester, wat hij bleef tot 1995, toen hij werd gekozen tot staatshoofd. In zijn jaren als burgemeester was hij ook oppositieleider en tweemaal verliezend kandidaat voor het presidentschap: in 1981 en 1988.
Op 20 maart 1986 won rechts in Frankrijk de parlementsverkiezingen. Op 9 april werd Chirac opnieuw premier, ditmaal in 'cohabitation' met de socialistische president François Mitterrand, een novum in de Vijfde Republiek. Dit duurde twee jaar lang: tot 10 mei 1988.
In 1993 werd de RPR de grootste partij in het parlement, en kon ze daardoor een kabinet vormen. Chirac, die slechte herinneringen had aan zijn premierschap onder Mitterrand, besloot zijn handen schoon te houden. Hij schoof dan ook zijn partijgenoot en vriend Édouard Balladur naar voren. Deze werd in de twee jaar van de cohabitation tamelijk populair en kondigde in het najaar van 1994 zijn kandidatuur voor het presidentschap aan. Met de vriendschap tussen de beide mannen was het meteen gedaan en er ontstond een felle strijd binnen de RPR, die Chirac ten slotte zou winnen.

## President

### 1995-2002
In 1995 won Chirac nipt de presidentsverkiezingen en werd hij dan ook op 17 mei president, als opvolger van Mitterrand, van wie de nieuwe president een aantal beleidsdaden terugdraaide. Vrijwel direct na zijn verkiezing besluit Chirac kernproeven te houden in de Stille Zuidzee op het atol Moruroa. Hij wilde daarmee het feit benadrukken dat Frankrijk een atoommacht was en trok zich dan ook niets aan van de grote internationale weerstand daartegen. Een paar maanden later tekende hij echter wel de internationale overeenkomst tegen kernproeven, waarbij hij verklaarde dat Frankrijk voor altijd klaar was met nucleaire testen.
In 1996 kreeg Chirac veel lof door de Franse rol in de Holocaust te erkennen. Als eerste president onderkende hij dat het Franse Vichy-regime medeverantwoordelijk was voor de deportatie van Franse Joden.
Tot juni 1997 bezat Chirac grote macht, omdat premier Alain Juppé net als Chirac tot de RPR behoorde. In 1997 werd Lionel Jospin van de Parti socialiste (PS) echter premier, nadat de RPR bij de verkiezingen van dat jaar niet meer zoveel stemmen had behaald. Deze 'cohabitation' zou meerdere keren voor spanningen zorgen.
In 2000 verkortte Chirac via een referendum de presidentiële termijn vervolgens van zeven tot vijf jaar.

#### Verkiezingen van 2002
In 2002 besloot de op dat moment 69-jarige Chirac zich weer te kandideren. Bij de verkiezingen van 2002 was er commotie vanwege een corruptieschandaal waarin Chirac was verwikkeld. In de jaren van zijn burgemeesterschap bleek op grote schaal gefraudeerd te zijn met bouwopdrachten. Als president genoot Chirac tot aan het einde van zijn presidentschap immuniteit.
In de eerste ronde haalde Chirac ternauwernood 20% van de stemmen. 18% van de stemmen ging naar de extreemrechtse Jean-Marie Le Pen, 1% meer dan Lionel Jospin, de kandidaat van de Parti Socialiste. Hierdoor kwam Chirac in de tweede ronde uit tegen Le Pen. Dit schokte de president, die een enorme afkeer had van extreemrechts. De uitslag van de eerste ronde leidde tot massale demonstraties, met als hoogtepunt 1 mei 2002, toen er in Parijs één miljoen mensen op straat kwamen. Fransen gingen de straat op met spandoeken waarop teksten stonden als "Stem op de oplichter, niet op de fascist!" ("Votez Escroc, pas Facho!") en "Stem met een wasknijper op je neus!". Het merendeel van deze mensen riep op om tóch te gaan stemmen, om ervoor te zorgen dat Le Pen geen kans maakte. In de tweede ronde haalde Chirac dan ook meer dan 80% van de stemmen.

### 2002-2007

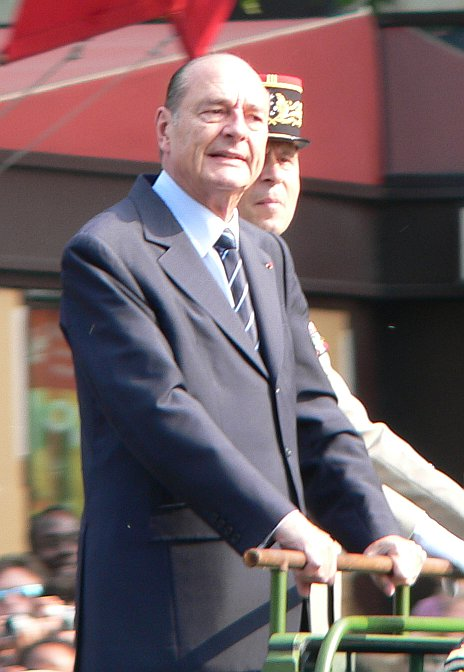
President Chirac op quatorze juillet 2006.

De tweede termijn van Jacques Chirac was de eerste Franse presidentiële termijn van vijf jaar. Op 6 mei 2002 benoemde Chirac Jean-Pierre Raffarin van de Démocratie Libérale (DL) tot premier. De RPR van Chirac en de DL van Raffarin gingen spoedig daarna een fusie aan, waaruit de UMP ontstond.
Op 14 juli 2002, bij de viering van de Franse nationale feestdag quatorze juillet, overleefde hij een moordaanslag: een jonge neonazi vuurde nabij de Arc de Triomphe een kogel af op de president terwijl deze in een open jeep deelnam aan een militaire parade.
In 2003 kreeg Chirac internationaal veel aanzien vanwege zijn harde opstelling jegens de Irakoorlog, waartoe de Amerikaanse president George W. Bush en de Britse premier Tony Blair hadden besloten. Met steun van de Duitse bondskanselier Gerhard Schröder en de Russische president Vladimir Poetin protesteerde Chirac fel tegen de oorlog. Chirac dreigde zelfs met een veto tegen een Amerikaans-Britse oorlogsresolutie in die zin. De opstelling van de president was goed voor zijn populariteit: 90% van de Fransen schaarde zich achter zijn standpunt. Door Chiracs Irakbeleid kreeg Frankrijk het imago van een tegendraadse, maar wel vooraanstaande natie. Chirac werd zelfs genomineerd voor de Nobelprijs voor de Vrede van 2003.
Op 29 mei 2005 werd er in Frankrijk een referendum gehouden over de Europese Grondwet. 55% van de Fransen stemden tegen deze grondwet. Dit werd beschouwd als een enorme klap voor Chirac en de UMP, de president had zelf namelijk campagne gevoerd vóór de grondwet. Premier Raffarin diende zijn ontslag in en Dominique de Villepin werd de nieuwe premier van de Franse Republiek. Chiracs populariteit daalde tot een dieptepunt; in juni 2005 had hij steun van nog maar 26% van de Franse bevolking en was Chirac de meest impopulaire Franse president sinds opiniepeilers in 1978 waren begonnen met het meten van de persoonlijke goedkeuringscijfers van Franse politici.
2005 was sowieso niet het beste jaar voor de president. In september van dat jaar werd hij getroffen door een zware hersenbloeding, wat volgens sommigen een keerpunt betekende in de carrière van Chirac. Tevens werd dat jaar diverse Franse (voor)steden geplaagd door hevige rellen. Daarnaast liep Frankrijk de Olympische Spelen van 2012 mis, waarvoor Chirac zich erg had ingezet.
In januari 2006 trapte Chirac in een grap van twee Canadese radio-dj's, die de nieuw gekozen Canadese premier Stephen Harper imiteerden en zeiden dat deze graag met Chirac wilde spreken.
In februari en maart 2006 gingen Franse jongeren en studenten in verschillende steden de straat op om te demonstreren tegen wetsvoorstellen die het gemakkelijker zouden maken om werknemers onder de 26 jaar te ontslaan. De demonstranten vonden dat hun werkgelegenheid hierdoor werd aangetast. Deze protesten werden op den duur zo massaal en zelfs gewelddadig, waardoor Chirac op 10 april 2006 besloot de maatregelen weer in te trekken.
Begin 2007 zorgde een interview met Chirac voor opschudding. De president zei namelijk dat het "niet erg gevaarlijk" was als Iran over een atoombom zou beschikken, en dat het land direct zou worden weggevaagd als het de bom zou inzetten tegen Israël. Chiracs bagatelliserende opmerkingen over het gevaar van een eventuele Iraanse atoombom waren opmerkelijk omdat Frankrijk juist trachtte te voorkomen dat Iran die bom zou fabriceren. Toen de president de journalisten een dag later vroeg om zijn opmerkingen niet te publiceren, weigerden ze dat, waarna Chirac zijn opmerkingen dan maar introk.

#### Afscheid
Het gerucht ging al een tijdje, maar op 11 maart 2007 maakte Chirac officieel bekend dat hij zich niet meer herkiesbaar stelde. Hij deed dit in een rechtstreekse toespraak voor de Franse televisie en radio. Chirac beëindigde hiermee zijn politieke carrière na 45 jaar politiek actief te zijn geweest. Uit peilingen was ook al gebleken dat drie vierde van de Fransen niet gewonnen was voor een nieuwe kandidatuur van Chirac. De vertrekkende president riep in zijn toespraak de Fransen op om bij de aankomende verkiezingen niet te zwichten voor extreemrechts. Opmerkelijk aan de toespraak was dat hij geen steun uitsprak aan Nicolas Sarkozy, die op dat moment presidentskandidaat was namens de UMP. Dit laatste tot groot verdriet van Chirac, die alles in het werk had gesteld om dat te verhinderen, want al sinds zijn aantreden lag Chirac met Sarkozy in de clinch over het te voeren beleid binnen de partij. Maar Dominique de Villepin, vertrouweling van Chirac, had het afgelegd tegen de politieke straatvechter Sarkozy. Later sprak Chirac alsnog zijn steun aan Sarkozy uit, maar wel met tegenzin. Op 16 mei 2007 nam hij afscheid van het presidentschap, en werd Sarkozy de nieuwe president, die tien dagen eerder, op 6 mei 2007, met 53,06% van de stemmen was verkozen tot nieuw staatshoofd. Chirac verliet het Élysée met een goedkeuringspercentage van 30%.

### Veroordeling
Op 21 november 2007 werd een gerechtelijk onderzoek tegen Chirac geopend in verband met een affaire rond fictieve banen daterend uit de tijd dat hij burgemeester was van Parijs. Op 15 december 2011 werd hij veroordeeld tot twee jaar voorwaardelijke gevangenisstraf. Chirac gaf aan dat hij het ten laste gelegde bleef ontkennen, maar dat hij om gezondheidsredenen niet tegen de uitspraak in beroep zou gaan.

## Na de politiek
In 2008, een jaar na zijn aftreden, richtte hij de "Foundation Chirac" op, een goede doelenorganisatie die streeft naar vrede en het voorkomen van conflicten.
De populariteit van Chirac steeg na zijn aftreden snel, terwijl Sarkozy's populariteit juist flink afnam. In 2008 was Sarkozy zelfs nog impopulairder dan Chirac ooit was. Chirac zelf kon zich ook vinden in de kritiek die de Fransen hadden op zijn opvolger. Hij haalde meerdere keren flink uit naar hem, onder andere in zijn memoires. Hij zei zelfs dat hij bij de verkiezingen van 2012 op François Hollande zou stemmen in plaats van Sarkozy, ondanks het feit dat Sarkozy dezelfde partij als Chirac vertegenwoordigde. Steeds meer Fransen kregen heimwee naar Chirac. Ze waarderen achteraf de welbespraaktheid en het chauvinisme van hun oud-president. In 2015 bleek uit een peiling dat Chirac de meest bewonderde politicus in Frankrijk was. Terwijl Chirac met een populariteitspercentage van 30 procent aftrad, was zijn populariteit in mei 2015 verdubbeld naar een percentage van 63 procent.
Zijn gezondheid ging steeds verder achteruit. Zo werd de oud-president in februari 2014 opgenomen in het ziekenhuis vanwege jicht, in december 2015 moest hij naar de intensieve zorg en in september 2016 kwam hij wederom in het ziekenhuis terecht, ditmaal vanwege een longinfectie. De laatste jaren vertoonde Chirac zich bovendien nog zelden in het openbaar.
Jacques Chirac overleed op 26 september 2019 op 86-jarige leeftijd, in zijn woonplaats Parijs in het bijzijn van zijn familie. De huidige Franse president Emmanuel Macron eerde Chirac die avond in een televisietoespraak. Op 30 september 2019 kreeg Chirac een staatsbegrafenis, waarbij een heleboel voormalige wereldleiders (onder wie de Nederlandse oud-premier Jan Peter Balkenende, met wie Chirac vijf jaar samenwerkte) en president Macron aanwezig waren. Tevens werd die dag in Frankrijk uitgeroepen tot een dag van nationale rouw, met om 15:00 uur een minuut stilte. Na de openbare ceremonie werd Chirac begraven op de Cimetière du Montparnasse.
Lodewijk Napoleon Bonaparte · Louis Jules Trochu · Adolphe Thiers · Patrice de Mac Mahon · Jules Grévy · Marie François Sadi Carnot · Jean Casimir-Perier · Félix Faure · Émile Loubet · Armand Fallières · Raymond Poincaré · Paul Deschanel · Alexandre Millerand · Gaston Doumergue · Paul Doumer · Albert Lebrun · Vincent Auriol · René Coty · Charles de Gaulle · Georges Pompidou · Valéry Giscard d'Estaing · François Mitterrand · Jacques Chirac · Nicolas Sarkozy · François Hollande · Emmanuel Macron
- Bibsys: 90981147
- Biblioteca Nacional de España: XX5400394
- Bibliothèque nationale de France: cb118967018 (data)
- Catàleg d'autoritats de noms i títols de Catalunya: 981058618238906706
- CiNii: DA09869512
- Gemeinsame Normdatei: 118520466
- International Standard Name Identifier: 0000 0001 2126 584X
- Library of Congress Control Number: n50038160
- Nationale Bibliotheek van Letland: 000274812
- Bibliotheek van het Japanse parlement: 001271757
- Nationale Bibliotheek van Tsjechië: jn19990003840
- Nationale bibliotheek van Australië: 35764060
- Nationale Bibliotheek van Israël: 987007259633205171
- Nationale Bibliotheek van Polen: a0000003074839
- Nationale en Universitaire bibliotheek Zagreb: 000041042
- Nederlandse Thesaurus van Auteursnamen: 06932137X
- Istituto Centrale per il Catalogo Unico: TO0V342086
- LIBRIS: 293573
- SNAC: w6qw727x
- Système universitaire de documentation: 026787024
- Trove: 1076643
- Virtual International Authority File: 31994554
- WorldCat: E39PBJk4DFQJHBTYTkbwBgv4MP